# Puente de Ixtla (kommun)
Puente de Ixtla är en kommun i Mexiko.   Den ligger i delstaten Morelos, i den sydöstra delen av landet, 90 km söder om huvudstaden Mexico City. Antalet invånare är 56 410.
Följande samhällen finns i Puente de Ixtla:
- Puente de Ixtla
- Xoxocotla
- Tilzapotla
- Ahuehuetzingo
- El Coco
- 24 de Febrero
- Campo Anenehuilco
- Loma Florida
- La Tigra
- Colonia San Pedro
- Colonia Valle Bonito
- El Naranjo
- Colonia Apozonalco
- Colonia los Arcos
- Colonia Buenos Aires
- Las Flores
- Los Ídolos
- Colonia Emiliano Zapata
- Prolongación Benito Juárez
- Los Guajes
- El Arco
- Campo Pintura
- El Salto
- Guadalupe Victoria
- Tranca del Coco